# Maoming
Maomíng (en chino: 茂名市, pinyin: Màomíng shì) es una ciudad-prefectura en la Provincia de Cantón, República Popular de China. Limita al norte con la provincia de Guangxi, al sur con Mar de la China Meridional, al oeste con Beihai y al este con Yangjiang. Su área es de 11 458 km² y su población es de 6,8 millones.

## Administración
La ciudad prefectura Maomíng se divide en 2 distritos, 3 ciudades y 1 condado.
- Distrito Maonan 茂南区
- Distrito Maogang 茂港区
- Ciudad Huazhou 化州市
- CiudadXinyi 信宜市
- Ciudad Gaozhou 高州市
- Condado Dianbai 电白县

## Historia
La historia de Maomíng se remonta unos 4500 años atrás. Durante la dinastía Xia y la Dinastía Shang, las tribus Baiyue habitaron esta región. Durante la dinastía Qin, la región fue dividida en las localidades de Nanhai,Xiang y Guilin. Fue nombrada "Maomíng" durante la dinastía Sui. la ciudad goza de diversas culturas y artes populares.

## Economía
Maomíng es una de "las 100 mejores ciudades desarrolladas en China" y "Ciudad Nacional Jardín". Maomíng es también una de las mayores bases de producción petroquímica, la mayor base de producción de frutas y producción de energía eléctrica.